# Вольные Хутора
Во́льные Хутора́ (укр. Ві́льні Хутори́) — село,
Боровковский сельский совет,
Верхнеднепровский район,
Днепропетровская область,
Украина.
Код КОАТУУ — 1221081803. Население по переписи 2001 года составляло 483 человека.

## Географическое положение
Село Вольные Хутора находится на берегу реки Самоткань,
ниже по течению примыкает село Павло-Григоровка.
Река в этом месте пересыхает.
Через село проходит автомобильная дорога Т-0415.

## История
- Село было центром Вольно-Хуторской волости. В 1886 году село было население села составляло 2412 жителей, в селе насчитывалось 402 двора, 1 православная церковь, школа, 3 лавки, 2 ярмарки.